# Place du 8-Mai-1945 (Saint-Denis)
Pour les articles homonymes, voir Place du 8-Mai-1945.
La place du 8-Mai-1945 est un important carrefour de Saint-Denis.

## Situation et accès
Cette place est le point de rencontre:
- Du boulevard Félix-Faure,
- du boulevard Carnot,
- de la rue Gabriel-Péri.

Elle est desservie par la station de tramway Marché de Saint-Denis sur les lignes T1 et T5, et la station de métro Basilique de Saint-Denis sur la ligne 13 du métro de Paris.

## Origine du nom
Son nom commémore les actes de capitulation du Troisième Reich en 1945, qui marquent la fin de la Seconde Guerre mondiale.

## Historique

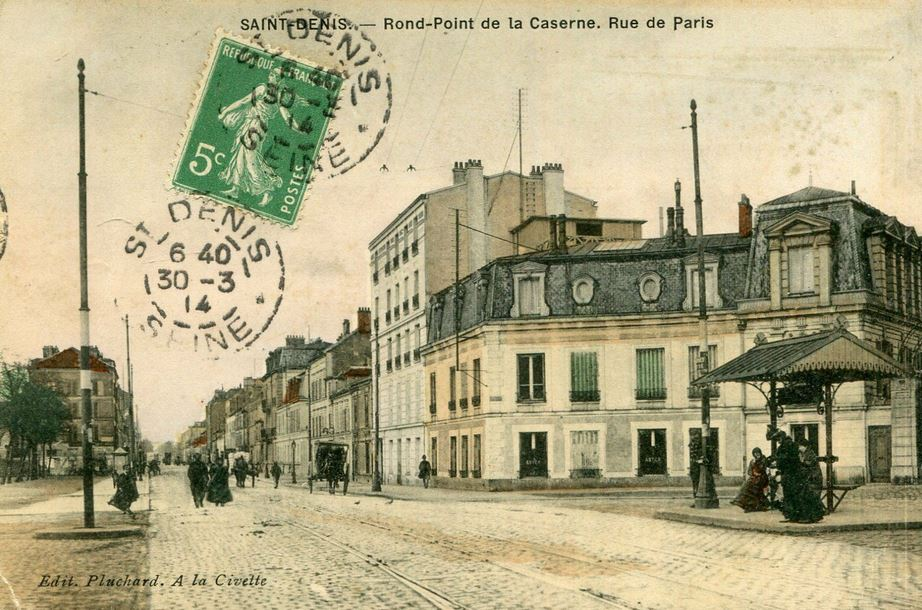
Rond-point de la Caserne et la rue de Paris, à droite.

L'ancien nom de cette place, « place de la Caserne des Suisses », provenait de la caserne de la garnison d'un régiment des gardes suisses, édifié au xviiie siècle.
La construction de la caserne avait été en partie financée par les habitants, lassés de devoir loger un régiment des gardes suisses dont Saint-Denis était le lieu de garnison depuis le XVIIe siècle.
Un édifice est donc bâti dès 1756, par l'architecte Charles-Axel Guillaumot. Cet édifice se distingue du modèle traditionnel élaboré par Vauban (1633-1707) notamment par une longue façade longiligne et symétrique et un pavillon central orné d'un fronton monumental. Une longue allée pavée, formant l'ancienne Grande rue de Saint-Denis faisait face au bâtiment.
Le bâtiment est affecté aux gardes de Paris en 1769 et au régiment des Gardes françaises en 1789. Le 120e régiment d’infanterie y est affecté après 1830. Pendant l'Occupation, l'armée allemande y installe un Frontstalag. Des soldats britanniques y sont internés.
Cette caserne a été démolie en 1969, seul le fronton en a été conservé. Il fait désormais partie du bâtiment de l'IUT.

## Bâtiments remarquables et lieux de mémoire

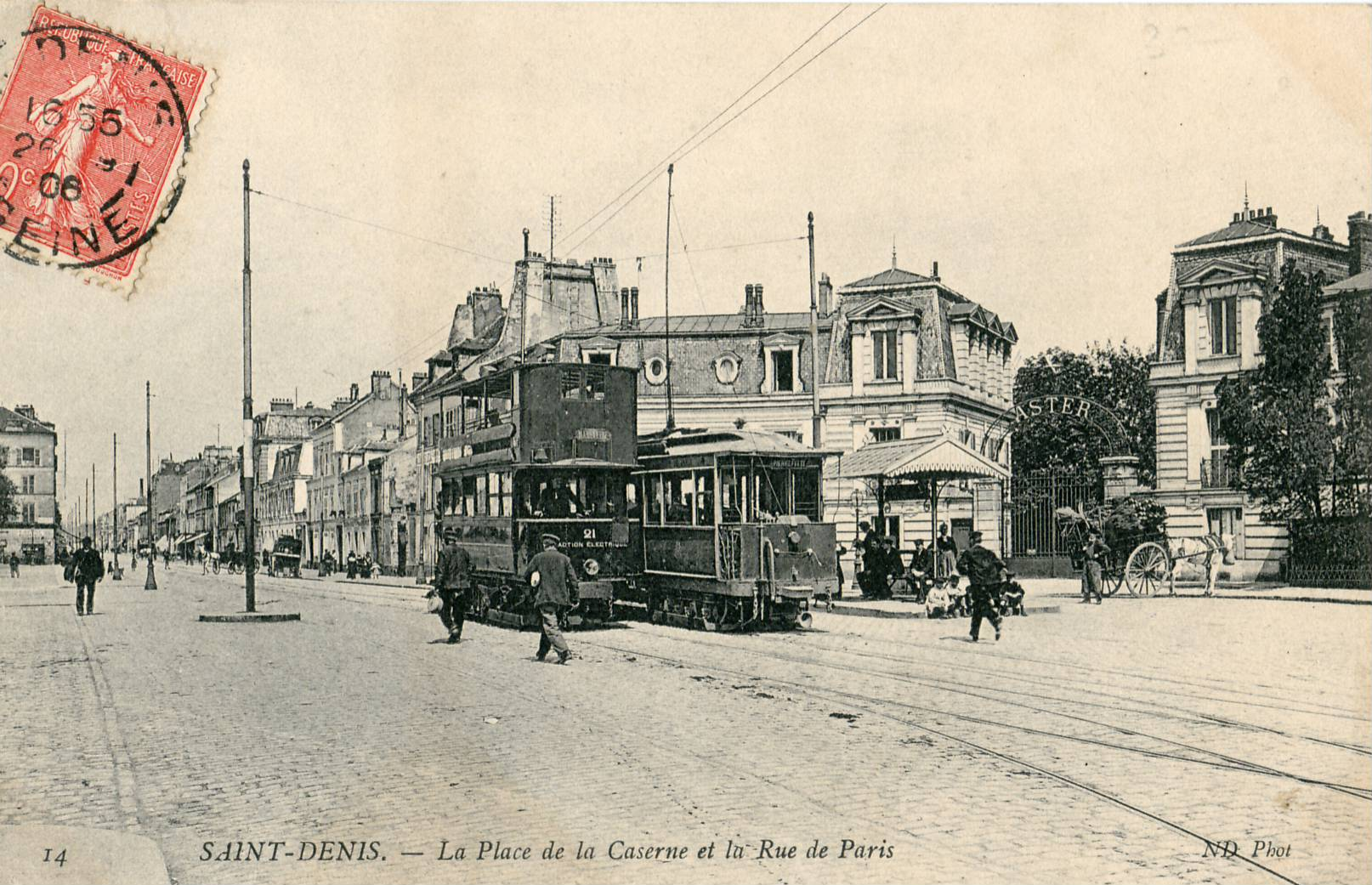
Place de la Caserne, rue de Paris.

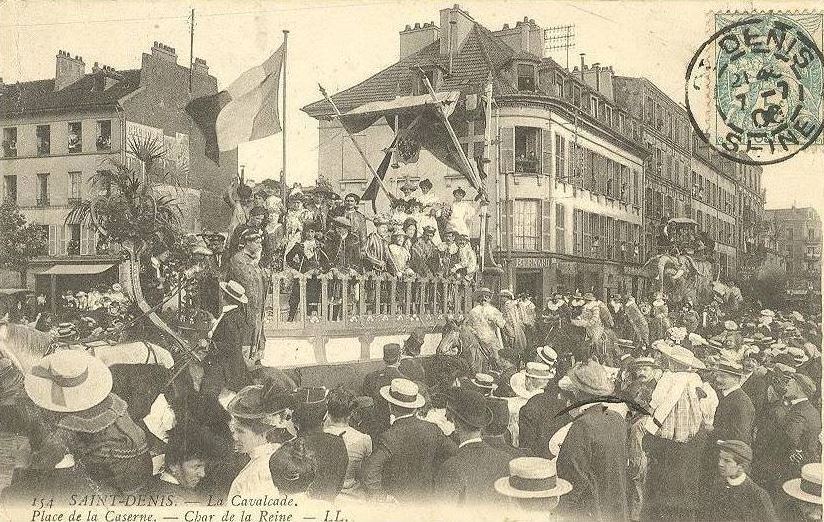
La place de la Caserne en 1906 lors de la Foire du Lendit. Photographie Lucien Levy et Fils.

- Institut universitaire de technologie de Paris XIII.
- Lycée d'Application de L'ENNA de Saint-Denis[8].